# Santa Cruz de Monte Castelo
Santa Cruz de Monte Castelo este un oraș în Paraná (PR), Brazilia. 